# Ministère fédéral des Finances (Allemagne)
Pour les articles homonymes, voir BMF et Ministère fédéral des Finances.
Le ministère fédéral des Finances (Bundesministerium der Finanzen, BMF) est le ministère des finances du Gouvernement fédéral allemand chargé des finances publiques de la Fédération. Le ministère de l'économie est le ministère fédéral de l’Économie et de la Technologie.
Il est dirigé depuis le 6 mai 2025 par Lars Klingbeil (SPD).

## Organisation
Le ministre des Finances est, avec les ministres de l'Intérieur, des Affaires étrangères, de la Justice et de la Défense, l'un des membres du gouvernement à la tête de l'un des portefeuilles dits classiques. Avec le ministère de la Justice et le ministère de la Défense, le ministère des Finances fait en outre partie des trois ministères fédéraux expressément mentionnés dans la Loi fondamentale (art. 112, p. 1 et art. 114, al. 1) et dont le statut en tant que tel ne peut pas être touché. Pour le reste, le chancelier fédéral est libre de créer ou de dissoudre des ministères dans le cadre de son pouvoir d'organisation.
Le premier siège du ministère fédéral des Finances est le Detlev-Rohwedder-Haus dans la Wilhelmstraße à Berlin.
Le bâtiment a été construit à l'époque du national-socialisme en 1935/1936 selon les plans de l'architecte Ernst Sagebiel et a été, après son achèvement et jusqu'à la fin de la guerre en 1945, le siège du ministère de l'Aviation du Reich (RLM).
En 1949, le bâtiment a été le lieu de réunion du Conseil du peuple allemand qui, le 7 octobre 1949, a fondé la RDA en mettant en vigueur la Constitution dans la grande salle des fêtes et s'y est constitué en Chambre du peuple provisoire. Par la suite, plusieurs ministères spécialisés ont été installés dans le complexe, qui a été officiellement baptisé Maison des ministères de la RDA.
Après la chute du mur en RDA, le bâtiment a été le siège de la Treuhandanstalt de 1991 à 1994. En 1992, le bâtiment a été nommé en l'honneur du président de la Treuhandanstalt, Detlev Rohwedder, assassiné l'année précédente.
Après avoir été rénové et transformé entre 1994 et 1998, il sert de siège social au ministère fédéral des Finances depuis 1999.

## Histoire

### Sous l'Empire allemand
À la fondation de l’Empire allemand, le chancelier impérial Otto von Bismarck mène lui-même la politique financière. En 1877 est créée une section spécifique au sein de la Chancellerie impériale, autonomisée le 14 juillet 1879 sous la forme de l’office impérial du Trésor (Reichsschatzamt). Cette administration, qui a son siège au nº 1 de la Wilhelmplatz à Berlin, est dirigée par un sous-secrétaire d'État (Unterstaatssekretär), puis dès 1880 par un secrétaire d’État (Staatssekretär), responsable devant le seul chancelier. Les finances publiques relèvent cependant largement des Länder, qui mènent leur propre politique au sein du Zollverein.

### Sous la république de Weimar
En 1919, la très grave situation du pays et les réparations rendent nécessaire une centralisation des administrations en matière de politique économique et financière, connue sous le nom de réforme financière d’Erzberger. L’office est transformé en ministère du Reich aux Finances (Reichsministerium der Finanzen), chargé des administrations fiscales et douanières. En même temps est créé le ministère du Reich au Trésor (Reichsschatzministerium), chargé des possessions du Reich, des organisations économique de paix, des ressources publiques autres que les impôts, taxes et douanes, et de la gestion financière de la Reichswehr. Il sera réuni aux Finances en 1923.

### Après la Seconde Guerre mondiale
Le 13 mai 1971, après la démission du ministre Alexander Möller, le ministère est fusionné avec celui de l’Économie, Karl Schiller devenant ministre fédéral de l’Économie et des Finances. Les deux portefeuilles sont de nouveau séparés dès l’année suivante.
En 1990, à la Réunification, le ministère des Finances de la RDA y est dissous.

## Liste des ministres chargés des finances depuis 1949

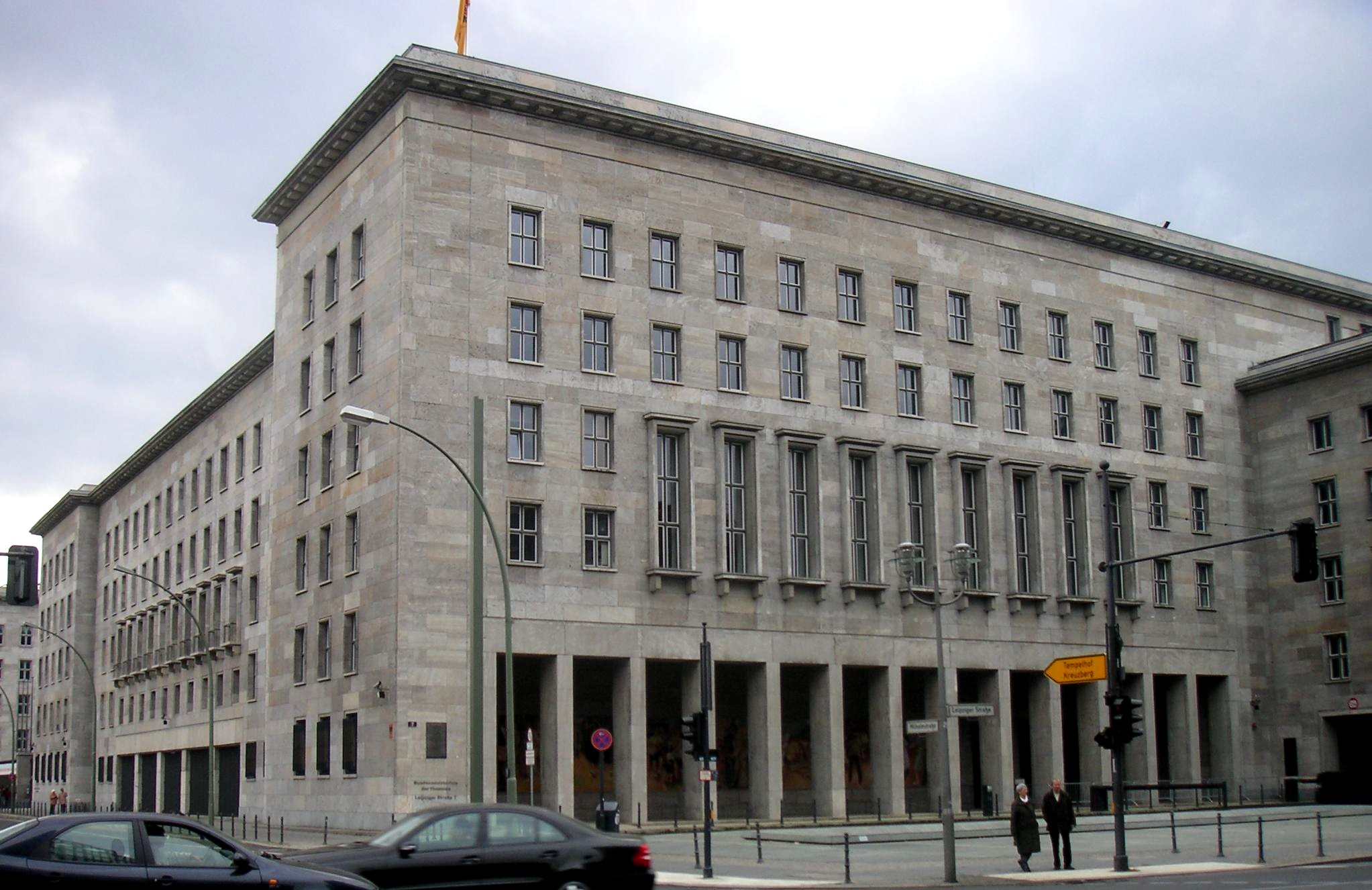
Le Detlev-Rohwedder-Haus, siège principal du ministère fédéral des Finances dans le quartier de Berlin-Mitte (Leipziger Straße) à côté de Potsdamer Platz, était autrefois le bâtiment qui abritait le Ministère de l'Air du Reich sous le régime nazi.

Après la démission d'Alex Möller pour protester contre la politique d'endettement des autres ministères, le portefeuille des finances a été cogéré par les ministres de l'économie respectifs, d'abord Karl Schiller, puis Helmut Schmidt, avant que la division initiale ne soit rétablie.
Cette fusion avait déjà eu lieu brièvement auparavant, lorsque les ministres du FDP avaient démissionné dans le deuxième cabinet de Ludwig Erhard, Kurt Schmücker était à la tête des deux ministères. Cette union personnelle prit fin avec la formation d'une grande coalition sous la direction du chancelier Kurt Georg Kiesinger, à peine un mois plus tard.
| Nom | Nom                                                     | Dates du mandat | Dates du mandat | Parti | Cabinet(s)                 |
| --- | ------------------------------------------------------- | --------------- | --------------- | ----- | -------------------------- |
| | Fritz Schäffer                                          | 20/09/1949      | 29/10/1957      | CSU   | Adenauer I et II           |
| | Franz Etzel                                             | 29/10/1957      | 14/11/1961      | CDU   | Adenauer III               |
| | Heinz Starke                                            | 14/11/1961      | 19/11/1962      | FDP   | Adenauer IV                |
| | Rolf Dahlgrün                                           | 13/12/1962      | 28/10/1966      | FDP   | Adenauer V, Erhard I et II |
| | Kurt Schmücker (intérim)                                | 08/11/1966      | 30/11/1966      | CDU   | Erhard II                  |
| | Franz Josef Strauß                                      | 02/12/1966      | 20/10/1969      | CSU   | Kiesinger                  |
| | Alex Möller                                             | 22/10/1969      | 13/05/1971      | SPD   | Brandt I                   |
| | Karl Schiller Économie et Finances                      | 13/05/1971      | 07/07/1972      | SPD   | Brandt I                   |
| | Helmut Schmidt Économie et Finances jusqu’au 15/12/1972 | 07/07/1972      | 15/05/1974      | SPD   | Brandt I et II             |
| | Hans Apel                                               | 16/05/1974      | 15/02/1978      | SPD   | Schmidt I et II            |
| | Hans Matthöfer                                          | 16/02/1978      | 28/04/1982      | SPD   | Schmidt II et III          |
| | Manfred Lahnstein                                       | 28/04/1982      | 04/10/1982      | SPD   | Schmidt III                |
| | Gerhard Stoltenberg                                     | 04/10/1982      | 21/04/1989      | CDU   | Kohl I, II et III          |
| | Theo Waigel                                             | 21/04/1989      | 27/10/1998      | CSU   | Kohl III, IV et V          |
| | Oskar Lafontaine                                        | 27/10/1998      | 18/03/1999      | SPD   | Schröder I                 |
| | Werner Müller (intérim)                                 | 18/03/1999      | 21/04/1999      | Sans  | Schröder I                 |
| | Hans Eichel                                             | 21/04/1999      | 22/11/2005      | SPD   | Schröder I et II           |
| | Peer Steinbrück                                         | 22/11/2005      | 27/10/2009      | SPD   | Merkel I                   |
| | Wolfgang Schäuble                                       | 28/10/2009      | 24/10/2017      | CDU   | Merkel II et III           |
| | Peter Altmaier (intérim)                                | 24/10/2017      | 14/03/2018      | CDU   | Merkel III                 |
| | Olaf Scholz                                             | 14/03/2018      | 8/12/2021       | SPD   | Merkel IV                  |
| | Christian Lindner                                       | 8/12/2021       | 6/11/2024       | FDP   | Scholz                     |
| | Jörg Kukies                                             | 7/11/2024       | 6/05/2025       | SPD   | Scholz                     |
| | Lars Klingbeil                                          | 6/05/2025       | En fonction     | SPD   | Merz                       |
| Dans l’intervalle entre deux mandats, le ministre sortant assure l’intérim avant la prise de fonctions de son successeur. |                                                         |                 |                 |       |                            |